# Bleklången
Bleklången är en sjö i Finspångs kommun i Östergötland och ingår i Motala ströms huvudavrinningsområde. Sjön är 17,5 meter djup, har en yta på 1,81 kvadratkilometer och är belägen 59,1 meter över havet. Vid provfiske har abborre, braxen och mört fångats i sjön.

## Delavrinningsområde
Bleklången ingår i det delavrinningsområde (651731-149433) som SMHI kallar för Utloppet av Bleklången. Medelhöjden är 70 meter över havet och ytan är 18,76 kvadratkilometer. Det finns inga avrinningsområden uppströms utan avrinningsområdet är högsta punkten. Vattendraget som avvattnar avrinningsområdet har biflödesordning 3, vilket innebär att vattnet flödar genom totalt 3 vattendrag innan det når havet efter 52 kilometer. Avrinningsområdet består mestadels av skog (78 procent). Avrinningsområdet har 2,06 kvadratkilometer vattenytor vilket ger det en sjöprocent på 11 procent.